# Ernst Hodel (Fußballspieler)
Ernst Hodel (* 15. März 1950) ist ein ehemaliger deutscher Fußballspieler, der als Mittelfeldspieler beim SV Alsenborn von 1971 bis 1974 in der zweitklassigen Regionalliga Südwest 73 Ligaspiele mit sieben Toren absolviert hat. Von 1975 bis 1980 kamen bei den zwei folgenden Vereinen SSV Jahn Regensburg und FC Homburg in der 2. Fußball-Bundesliga weitere 138 Zweitligaspiele mit 20 Toren hinzu.

## Laufbahn

### SV Alsenborn, 1971 bis 1975
Ernst Hodel kam zur Saison 1971/72 zum dreimaligen Regionalligameister der Jahre 1968 bis 1970, dem SV Alsenborn. Er hatte mit dem VfR Kaiserslautern 1970/71 in der 1. Amateurliga Südwest die Vizemeisterschaft erreicht und in der Vorrunde im Wettbewerb um die Deutsche Amateurmeisterschaft gegen die Spfrde. Saarbrücken gespielt und sich mit seinen Leistungen für Alsenborn empfohlen. Am 22. August 1971 debütierte er beim Heimspiel gegen die SpVgg. Andernach in der Regionalliga. Er wurde beim 2:1-Heimerfolg in der 78. Minute für Wolfgang Röhring eingewechselt. Am 30. Spieltag beendete er mit dem SVA die Saison am 7. Mai 1972 mit einem 2:0-Heimerfolg gegen den 1. FC Saarbrücken. Er hatte dabei mit Röhring und Karel Nepomucký das Mittelfeld gebildet und Manfred Lenz hatte beide Tore für die Heimmannschaft erzielt. Der Neuzugang hatte in der Saison 1971/72 21 Ligaspiele absolviert und zwei Tore erzielt und mit dem dritten Rang wurde knapp der erneute Einzug in die Bundesligaaufstiegsrunde verpasst.
Im letzten Jahr der alten zweitklassigen Regionalliga, 1973/74, kam er unter Trainer Werner Mangold in allen 30 Ligaspielen zum Einsatz und erzielte vier Tore. An der Seite von Mitspielern wie Franz Schwarzwälder (Torhüter), Walter Frosch, Gerd Schwickert, Peter Cordes, Bernd Krebs, Karel Nepomucky und Werner Kadel belegte er mit dem SVA den zehnten Rang und war damit sportlich für die neue 2. Fußball-Bundesliga ab der Saison 1974/75 qualifiziert. Wegen fehlender wirtschaftlicher Voraussetzungen wurde Alsenborn aber durch das DFB-Bundesgericht in letzter Instanz die Nominierung verweigert und stattdessen der 1. FC Saarbrücken ins fußballerische Unterhaus befördert. Hodel ging mit dem SVA in die Amateurliga Südwest und unterschrieb nach Rundenende zur Saison 1975/76 beim SSV Jahn Regensburg, dem Aufsteiger in die 2. Bundesliga, einen neuen Vertrag.

### Regensburg und Homburg, 1975 bis 1980
Beim Verein aus der oberpfälzischen Bischofsstadt, bei den Rot-Weißen vom Jahnstadion in Regensburg, debütierte Hodel unter Trainer Aki Schmidt am Rundenstarttag, den 9. August 1975, bei einem 2:2-Auswärtsremis bei Eintracht Kreuznach in der 2. Bundesliga. Mit 31 Ligaspielen und fünf Toren gehörte er der Stammbesetzung an. „Der Jahn“ kämpfte aber durchgehend gegen den Abstieg und blieb letztlich als 17. nur durch die freiwillige Lizenzrückgabe von Mainz 05 in der 2. Bundesliga. Auch der Schmidt-Nachfolger Helmut Richert konnte das Team um Spieler wie Reinhold Mathes, Hans Meichel, Werner Michalka, Herfried Ruhs und Torhüter Michael Hümmer nicht in das Tabellenmittelfeld führen. Mittelfeldspieler Hodel steigerte 1976/77 zwar seine Bilanz auf 35 Ligaeinsätze mit fünf Toren, Regensburg stieg aber auf dem 19. Tabellenrang in das Amateurlager ab. Herausragend war in dieser Runde der 3:0-Heimerfolg am 4. Dezember 1976 gegen den späteren Meister und Bundesligarückkehrer VfB Stuttgart. Hodel erzielte dabei in der 11. Minute den 1:0-Führungstreffer gegen das Team von Trainer Jürgen Sundermann. Er unterschrieb zur neuen Runde 1977/78 beim Tabellenvierten aus Homburg einen neuen Vertrag und zog in das Saarland.
Bei den Grün-Weißen vom Waldstadion debütierte er am 6. August 1977 unter Trainer Uwe Klimaschefski bei einem 4:2-Heimerfolg gegen den FK Pirmasens im Ligabetrieb. Mit dem 3. Platz verpasste Homburg knapp die Aufstiegsmöglichkeit in die Fußball-Bundesliga. Hodel hatte 27 Ligaspiele absolviert und drei Tore erzielt. In seinem zweiten Homburger Jahr, 1978/79, konnte der Platz nicht gehalten werden, am Rundenende landeten die Grün-Weißen auf dem 7. Rang. Hodel gehörte mit 36 Ligaeinsätzen mit sieben Toren zu den absoluten Leistungsträgern. In der dritten Saison, 1979/80, war für ihn nach der verletzungsbedingten Auswechslung am 22. September 1979 bei einem Heimspiel gegen Ulm 1846 nicht nur die Saison, auch seine Lizenzspielerlaufbahn zu Ende. Im Jahr 1980 wurde er zum Sportinvaliden erklärt und beendete nach insgesamt 138 Spielen in der 2. Bundesliga mit 20 Toren seine höherklassige Laufbahn.